# همچون زندگی
همچون زندگی (به انگلیسی: Life Like) فیلمی در ژانر درام، تریلر و علمی تخیلی به کارگردانی و نویسندگی جاش یانوویچ محصول سال ۲۰۱۹ کشور ایالات متحده آمریکا است.
از بازیگرانی که در این فیلم به ایفای نقش پرداخته‌اند، می‌توان از استیون استریت، ادیسن تیملین، درو وان اکر و جیمز دارسی نام برد. این اثر، اولین فیلم بلند جاش یانوویچ می‌باشد؛ که توسط شرکت لاینزگیت فیلمز در تاریخ ۱۴ می ۲۰۱۹ اکران گردید؛ و توانست در مجموع فروش جهانی به رقم ۱٬۵۰۰٬۰۰۰دلار دست پیدا کند.

## داستان
«جِیمز» در صندوق سرمایه‌گذاری کار می‌کند، که قبلاً توسط پدرش اداره می‌شده‌است. جیمز پس از مرگ پدرش، مدیرعامل شرکت و مالک ثروت آن می‌گردد. جیمز و همسرش «سُوفی» از شهر دور می‌شوند و به عمارت جدید خود در حومه شهر می‌روند. سوفی کار نمی‌کند و بیشتر وقت را در خانه می‌گذراند. او از اینکه جیمز پیش‌خدمت، خدمتکار و آشپز دارد، احساس خوبی ندارد؛ و با دادن دو سال دستمزد، آنها را برای دیدن اقوام و فرزندانشان، آزاد می‌گذارد.
جیمز و سوفی با «جولیان» آشنا می‌شوند؛ مردی که ربات‌هایی با هوش مصنوعی می‌فروشد؛ تا از آنها به عنوان خدمتکار خانگی استفاده شود. سوفی که نسبت به خرید ربات‌های دختر و زیبا، احساس معذب‌شدن در خانه را دارد؛ از بین انتخاب‌هایی که پیش‌رو دارد؛ و پس از مشورت با جمیز، یک اَندروید مرد به نام «هِنری» را می‌پسندد؛ که با وظیفه‌شناسی، دستورات آنها را در خانه انجام می‌دهد. اما یک روز هنری هنگامی که به وظایفش در خانه، مشغول است؛ سوفی را برهنه هنگام خارج شدن از حمام به نظاره می‌نشیند؛ سوفی که از حضور هنری در خانه، مُردد شده‌است؛ داستان را با جمیز درمیان می‌گذارد؛ اما جمیز به او این اطمینان را می‌دهد، که هنری عواطف ندارد؛ و مشکلی ایجاد نمی‌شود. اما با این حال سوفی در ادامه، هنری را که از هوش مصنوعی بهره می‌برد؛ تشویق به خواندن کتابی از چارلز دیکنز می‌کند؛ و در نتیجه ناخواسته، باعث رشد احساسات، عواطف و رویاهای هنری می‌شود.
در یک شب سوفی که با صدای بهم خوردن درب خانه از خواب بیدار می‌شود؛ می‌بیند که هنری لخت و سرگردان از دیدن «رویای انسان شدن» در محوطه بیرون از خانه، به خواب فرورفته است. جمیز و سوفی او را به خانه بازمی‌گرداند. جولیان مطمئن است که سوفی و جمیز با هنری به مانند انسان‌ها رفتار کرده‌اند و در مورد پیشرفت احساسات و خطرهای آن، به آنها اخطار می‌دهد. هنری جدیداً بعضی از عواطف را احساس می‌کند. او در صحبت با سوفی فکر می‌کند، دانستن آنها باعث خوشحالی جیمز و سوفی می‌شود.
جیمز در بستر به سوفی پیشنهاد سکس و عشق‌بازی می‌دهد ولی سوفی که احساس خستگی دارد، نمی‌پذیرد. سوفی در خواب می‌بیند که هنری در حالی‌که او را ماساژ می‌دهد؛ او را می‌بوسد. پس از رفتن جیمز، سوفی با باز گذاشتن عمدی درب اتاق، شروع به لمس و خودارضایی می‌کند. سوفی از هنری می‌پرسد، که آیا او را تماشا می‌کرده‌است؟ و هنری در جواب، از او سؤال می‌کند، آیا از اینکه دیده شده‌است، حس خوشحالی دارد!
جمیز که به رابطه آن‌دو مشکوک شده‌است؛ موضوع را با جولیان درمیان می‌گذارد، ولی جولیان به او اطمینان خاطر می‌دهد، که ربات‌ها عاشق نمی‌شوند؛ ولی در عین حال حاضر به پس‌گرفتن هنری می‌شود. جیمز از هنری می‌خواهد که دیگر کتاب نخواند و با همسرش هم‌کلام نشود. سوفی با اطلاع از داستان، جیمز را برای چند روز ترک و به شهر برمی‌گردد.
رویارویی هنری که با درخواست جیمز برای اصلاح صورت به حمام آمده‌است؛ با احساس هنری که فکر می‌کند مقصر جدایی و لایق انتقام گرفتن است؛ منجر به بوسیدن و رابطه دهانی برای جیمز می‌شود. پس از بازگشت سوفی، در حالی‌که هنری او را ماساژ می‌دهد؛ لب‌های سوفی را برای خوشحال کردنش، می‌بوسد؛ و با تقلید صدای جیمز می‌گوید، «دوستت دارم». سوفی که ناراحت شده‌است، ماجرا را به جیمز می‌گوید. جیمز که سوفی را مقصر تقلید احساسات و عواطف هنری می‌داند، به هنری سیلی زده و در تماس تلفنی با جولیان، از او می‌خواهد که هنری را برگرداند. هنری در صحبت با سوفی پرده از شهوت جیمز برمی‌دارد؛ و ریاکاری او در زناشویی را فاش می‌کند.
اما جولیان در واقع یک کلاهبردار است؛ و همه ربات‌های او در حقیقت، انسان هستند. جولیان سرپرستی، هنری سه ساله را که از مادر طرد و مورد آزار جسمی جدی قرارگرفته، را برعهده می‌گیرد. جولیان آنها را به گونه‌ای شگفت‌انگیز و بی‌نقص تربیت می‌کند؛ که فکر کنند، رُبات و اَندرویدی هستند. دو مأمور اف‌بی‌آی برای دستگیری جولیان به محل سکونت جیمز و سوفی می‌روند؛ اما جولیان با تفنگ ساچمه ای به آنها شلیک می‌کند. جولیان سپس اسلحه خود را به سمت جیمز و سوفی می‌چرخاند، اما هنری به جولیان حمله می‌کند و او را بی‌رحمانه با ضربات قنداق تفنگ ساچمه‌ای، به قتل می‌رساند. هنری که احساس می‌کند توسط سازنده‌اش به او خیانت شده و از اینکه نگهبانانش را ناامید کرده‌است، شرمنده است؛ با یک چاقوی آشپزخانه خودکشی می‌کند؛ و در حالی‌که جمیز و سوفی به او دلداری می‌دهند، زندگی‌اش به پایان می‌رسد.
پنج سال بعد، جیمز و سوفی با پسربچه‌ای به نام هنری نشان داده می‌شوند؛ که قصد دارند روزی داستان نامش را برای او تعریف کنند.